# Steve Zampieri
Steve Zampieri (født 4. juni 1977) er en schweizisk tidligere professionel cykelrytter.